# Le Clapier
Le Clapier é uma comuna francesa na região administrativa de Occitânia, no departamento de Aveyron. Estende-se por uma área de 19,6 km². Em 2010 a comuna tinha 77 habitantes (densidade: 3,9 hab./km²).